# نایجیانگ
نایجیانگ (به لاتین: Neijiang) یک شهر مرکزی در جمهوری خلق چین است که در سیچوآن واقع شده‌است.

## خصوصیات
نایجیانگ ۵٬۳۸۵٫۳۳ کیلومترمربع مساحت و ۳٬۷۰۲٬۸۴۷ نفر جمعیت دارد.